# Марко Аселль
Марко Тапіо Аселль (фін. Marko Tapio Asell; нар. 8 травня 1970, Юлеярві) — фінський борець греко-римського стилю, срібний призер чемпіонату Європи, бронзовий призер Ігор Балтійського моря, срібний призер Олімпійських ігор.

## Життєпис
Боротьбою почав займатися з 1982 року. На юніорському рівні двічі перемагав на Північних чемпіонатах з боротьби. Пік кар'єри Марко Аселля припав на 1996 рік, коли він здобув срібну медаль Олімпіади в Атланті. Тоді він лише у фіналі поступився кубинському борцю Філіберто Аскую. Наступного року Марко став срібним призером чемпіонату Європи, поступившись у фіналі Торб'єрну Корнбакку зі Швеції. У подальшому призових місць на чемпіонатах світового та континентального рівня не здобував. У 2000 році знову потрапив на Олімпійські ігри, що проходили в Сіднеї, але посів лише 17 місце, поступившись в попередньому колі змагань Хамзі Єрлікая з Туречиини та Томасу Цандеру з Німеччини.
Виступав за борцівський клуб «Koovee» Тампере. Тренер — Пасі Саркінен (з 1996).

## Спортивні результати на міжнародних змаганнях

### Виступи на Олімпіадах
| Змагання                    | Збірна    | Вагова категорія                 | Місце  |
| --------------------------- | --------- | -------------------------------- | ------ |
| Літні Олімпійські ігри 1996 | Фінляндія | греко-римська боротьба, до 74 кг | Срібло |
| Літні Олімпійські ігри 2000 | Фінляндія | греко-римська боротьба, до 85 кг | 17     |

### Виступи на Чемпіонатах світу
| Змагання                        | Збірна    | Вагова категорія                 | Місце |
| ------------------------------- | --------- | -------------------------------- | ----- |
| Чемпіонат світу з боротьби 1994 | Фінляндія | греко-римська боротьба, до 74 кг | 14    |
| Чемпіонат світу з боротьби 1998 | Фінляндія | греко-римська боротьба, до 85 кг | 10    |
| Чемпіонат світу з боротьби 1999 | Фінляндія | греко-римська боротьба, до 85 кг | 4     |

### Виступи на Чемпіонатах Європи
| Змагання                         | Збірна    | Вагова категорія                 | Місце  |
| -------------------------------- | --------- | -------------------------------- | ------ |
| Чемпіонат Європи з боротьби 1995 | Фінляндія | греко-римська боротьба, до 74 кг | 9      |
| Чемпіонат Європи з боротьби 1996 | Фінляндія | греко-римська боротьба, до 74 кг | 16     |
| Чемпіонат Європи з боротьби 1997 | Фінляндія | греко-римська боротьба, до 76 кг | Срібло |
| Чемпіонат Європи з боротьби 2000 | Фінляндія | греко-римська боротьба, до 85 кг | 12     |

### Виступи на Іграх Балтійського моря
| Змагання                    | Збірна    | Вагова категорія                 | Місце  |
| --------------------------- | --------- | -------------------------------- | ------ |
| Ігри Балтійського моря 1993 | Фінляндія | греко-римська боротьба, до 82 кг | Бронза |

### Виступи на інших змаганнях
| Змагання                     | Збірна    | Вагова категорія                 | Місце  |
| ---------------------------- | --------- | -------------------------------- | ------ |
| Кубок Вантаа з боротьби 1995 | Фінляндія | греко-римська боротьба, до 82 кг | Золото |
| Кубок Вантаа з боротьби 1996 | Фінляндія | греко-римська боротьба, до 76 кг | Золото |
| Тестовий турнір FILA 1998    | Фінляндія | греко-римська боротьба, до 85 кг | 7      |

### Виступи на змаганнях молодших вікових груп
| Змагання                                          | Збірна    | Вагова категорія                 | Місце  |
| ------------------------------------------------- | --------- | -------------------------------- | ------ |
| Чемпіонат Європи з боротьби серед юніорів 1987    | Фінляндія | греко-римська боротьба, до 68 кг | 11     |
| Чемпіонат світу з боротьби серед юніорів 1988     | Фінляндія | греко-римська боротьба, до 68 кг | 5      |
| Північний чемпіонат з боротьби серед юніорів 1989 | Фінляндія | греко-римська боротьба, до 74 кг | Золото |
| Північний чемпіонат з боротьби серед юніорів 1990 | Фінляндія | греко-римська боротьба, до 82 кг | Золото |
| Чемпіонат світу з боротьби серед молоді 1989      | Фінляндія | греко-римська боротьба, до 74 кг | 5      |
| Чемпіонат Європи з боротьби серед молоді 1990     | Фінляндія | вільна боротьба, до 82 кг        | 6      |